# 570. Volksgrenadier-Division
Die 570. Volksgrenadier-Division war ein Großverband der deutschen Wehrmacht im Zweiten Weltkrieg.

## Geschichte

### Aufstellung durch Umbenennung
Die Division wurde am 26. August 1944 in der 32. Aufstellungswelle auf dem Truppenübungsplatz Groß Born als Volksgrenadier-Division aus der seit dem 3. August 1944 in der Aufstellung befindlichen Schatten-Division Groß-Born und den Resten der bei der Heeresgruppe Mitte (4. Armee) vernichteten 337. Infanterie-Division aufgestellt.

### Auflösung durch Umbenennung in 337. VGD
Noch in der Aufstellungsphase befindlich, wurde die Division am 15. September 1944 in die neu aufzustellende 337. Volksgrenadier-Division umbenannt. Die neue Division kam nach der Aufstellung an die Ostfront.

## Kommandeur
Es wurde kein Kommandeur ernannt.

## Gliederung
- Grenadier-Regiment 1168 mit zwei Bataillonen, wurde später Grenadier-Regiment 313
- Grenadier-Regiment 1169 mit zwei Bataillonen, wurde später Grenadier-Regiment 688
- Grenadier-Regiment 1170 mit zwei Bataillonen, wurde später Grenadier-Regiment 690
- Artillerie-Regiment 1570 mit drei Abteilungen, wurde später Artillerie-Regiment 337
- Divisions-Einheiten 1570, wurden später Divisions-Einheiten 337